# شبكة الموت (فلم)
شبكة الموت فلم جريمة مصري إنتاج عام 1990، من إخراج نادر جلال، وبطولة: نادية الجندي، فاروق الفيشاوي، نبيل الحلفاوي، يوسف فوزي، عثمان محمد علي، أحمد عبد الهادي.

## قصة الفلم
يتزعم (بسيوني) عصابة لتهريب المخدرات من اليونان لداخل مصر بعد استقراره في أثينا وتسعى أجهزة الأمن المصري للقبض عليه عند وصوله إلى القاهرة، يتوصل رئيس المباحث (ربيع) من خلال تحرياته أن (بسيوني) كانت له علاقة بأرملة حسناء تُدعى (نور) والتي ورثت عن زوجها شركة سياحية لتعيش في رغد، لكنها تعاني من إدمان إبنتها الوحيدة (هالة) للهيروين، يطلب (ربيع) من (نور) التعاون مع الشرطة للإيقاع بـ(بسيوني)، وتتوالى الأحداث.

## وصلات خارجية
- صفحة الفيلم على موقع السينما